# Psychiatrie transculturelle
Depuis le XIXe siècle, la psychiatrie a été concernée par la rencontre avec des patients issus de cultures non-occidentales. Différents termes ont été utilisés par les chercheurs qui se sont intéressés à ces questions, tandis que les concepts se modifiaient.
La psychiatrie transculturelle est une branche de la psychiatrie qui vise à rendre compte de l'hétérogénéité culturelle dans laquelle cette discipline se développe, et de la nécessité d'articuler les savoirs académiques et les savoirs locaux, pour parvenir à des diagnostics et à des soins pertinents, lorsqu'on est dans une situation transculturelle. Cette discipline doit donc s'adosser à d'autres, comme l'anthropologie et la sociologie. Prendre en compte des langues, traditions et manières de penser différentes permet d'éviter les erreurs de diagnostic,.
La psychiatrie et la psychologie transculturelles se distingueznt des approches interculturelles en cela qu'elles postulent que la rencontre entre les cultures relève de la co-construction et non de la simple cohabitation ou mise en contact. 
Psychiatrie et  psychologie transculturelle communiquent activement et on trouvera des professionnels des deux disciplines dans le mouvement de pensée initié par Georges Devereux et poursuivi par Marie-Rose Moro. Différents professionnels participent des élaborations théoriques et cliniques de cette école de pensée, orientée vers la prise en compte de la variabilité culturelle et destinée à proposer des prises en soin éclairées et informées. Différentes spécialités sont représentées parmi les professionnels issus de la psychologie/psychiatrie transculturelle, au travers de professionnels gravitant autour de l'impulsion de Marie-Rose Moro : Thierry Baubet, spécialisé dans le psycho-trauma, Laëlia Benoit, qui travaille sur l'enfance et l'adolescence, Jonathan Lachal, attaché à la recherche théorico-clinique, Malika Mansouri, qui s'intéresse aux questions post-coloniales et à leurs conséquences psychologiques et sociales. L'approche transculturelle est aussi portée par de jeunes chercheurs, qui se saisissent de ses outils et de ses réflexions pour proposer des travaux de différentes natures. Récemment, des recherches en psychologie clinique, portées par Malika Mansouri et Elie Letourneur, ont montré que les outils et préceptes de l'approche transculturelle peuvent être utilisés dans le champ des sciences quantitatives

## Kraepelin à Java
En 1904, Emil Kraepelin effectue un voyage d'étude à Java afin d'y tester la valeur universelle de sa classification. Il y identifie un certain nombre de troubles spécifiques à cette région comme l'amok et le latah pour lesquels il trouve des correspondances avec les entités diagnostiques qu'il a défini préalablement. Ce voyage marque la naissance de la « psychiatrie comparée ». Ainsi, pour Kraepelin, même s'il existe à Java des tableaux cliniques d'allure exotique, ceux-ci sont réintégrés dans sa nosologie.

## Psychiatrie coloniale
- Étude de Carothers
- École d'Alger